# Éamon de Valera
Éamon de Valera (14. října 1882, Manhattan – 29. srpna 1975, Dublin) byl irský politik, jedna z klíčových osobností irské politiky 20. století.
Éamon de Valera byl čtyřikrát, v letech 1919–1922, 1932–1948, 1951–1954 a 1957–1959, premiérem Irska. V letech 1921–1922 a 1959–1973 byl irským prezidentem. V letech 1932–1948 působil jako ministr zahraničních věcí. Roku 1926 založil jednu z klíčových irských politických stran Fianna Fáil, kterou vedl v letech 1926 až 1959. Předtím byl představitelem strany Sinn Féin, tu vedl v období 1917 až 1926. Stál u zrodu irského státu jako jedna z hlavních postav Irské války o nezávislost.

## Vyznamenání
- rytíř Nejvyššího řádu Kristova (Vatikán, 16. března 1962)
- rytíř velkokříže Řádu Pia IX. (Vatikán, 8. června 1933)